# Arhivist
Arhivist je osoba zaposlena u arhivu, profesionalac koji procjenjuje, sakuplja, upravlja, čuva, kontrolira i omogućuje uporabu dokumenata i drugog gradiva trajne vrijednosti. Informacije koje čuva mogu biti u bilo kojem obliku (fotografija, video ili zvučni zapis, pisma,dokumenti, elektronički zapisi itd.). 
Kada dokumenti u nekoj državnoj ili upravnoj ustanovi više nisu potrebni za svakodnevno poslovanje, arhivisti odlučuju o tome koji od njih imaju trajnu, povijesnu, informacijsku i spomeničku vrijednost, te dokumente zatim predaju arhivu gdje se dalje sređuju kako bi ih se zaštitilo i olakšalo njihovo daljnje korištenje.
Vrednovanje dokumenta može biti izazov za arhivista, on mora birati gradivo čija vrijednost opravdava troškove skladištenja i čuvanja te troškove intenzivnog rada na obradi, opisu i referentnim uslugama. Osnovno obilježje identiteta arhivista je njegova funkcija da zaštiti memoriju nekog naroda i očuva arhivsko gradivo kao dio kulturne baštine.

## Dužnosti i radno okruženje
Dužnosti jednog arhivista uključuju stjecanje i procjenjivanje novih zbirki, sređivanje i opis arhivskoga gradiva, pružanje referentnih usluga, i konzervacija materijala. Pri obradi građe, arhivist primjenjuje dva važna principa: provenijenciju i izvorni poredak (respect des fonds). Prevenijencija se odnosi na porijeklo (izvor) građe, odnosno tko ju je stvorio. Ideja o načelu izvornog poretka primjenjuje se čuvanjem gradiva u njegovom prvobitnom poretku, onako kako je to utemeljio sam autor. Ovo također znači kako se zapisi jednog poduzeća ne bi trebali miješati sa zapisima drugih. Izvorni poredak nije uvijek najbolji način za očuvanje neke zbirke, a arhivist mora upotrijebiti svoje iskustvo i dosadašnju praksu kako bi odredio pravi način za očuvanje zbirke različitih medija te onih s nedostatkom jasnog prvobitnog uređenja.
Arhivisti su također, pri svome radu, upućeni u etički kodeks. Za arhivsku zajednicu veliki korak na putu k stvarnoj neovisnosti predstavlja etički kodeks Međunarodnog arhivskog vijeća koji sadrži pravila ponašanja i vrijednosti koje prihvaća većina arhivista. Osnovni je cilj tih pravila osiguranje kvalitetnih usluga korisnicima i društvu općenito. Kodeks upoznaje nove članove struke s ovim pravilima, podsjeća iskusne arhiviste na njihove profesionalne odgovornosti a kod javnosti pobuđuje povjerenje u struku. Uz posao koji obavljaju upravljajući i brinući o zbirkama, arhivisti pomažu korisnicima u interpretaciji i istraživanju gradiva. Referentni rad može biti samo dio posla arhivista u manjim organizacijama, ili činiti najveći dio njihova djelovanja u većim arhivima gdje se traže specifične uloge (referentni arhivist, arhivist za obradu…).
Arhivisti rade za različite organizacije, uključujući vladine agencije, lokalne vlasti, muzeje, bolnice, dobrotvorne organizacije, poduzeća, korporacije, koledže i sveučilišta, i bilo koju instituciju čiji su zapisi potencijalno vrijedni za istraživače, izlagače, etnologe, i dr. Oni čak mogu raditi i sa zbirkama velikih obitelji, pa čak i pojedinca.
Arhivisti često imaju i ulogu učitelja, nije neobično da arhivist zaposlen na koledžu ili sveučilištu predaje o temama povezanima s gradivom kojim se bavi. Oni zaposleni u kulturnim ustanovama ili lokalnoj upravi nerijetko dizajniraju edukativne programe ne bi li proširili djelovanje arhiva te omogućili korisnicima razumijevanje i pristup informacijama iz gradiva.  Ovo uključuje i različite aktivnosti kao što su izložbe, promocije, medijski prijenos itd.
Pojava standarda "kodiranog arhivskog opisa"  te rast zahtjeva za online materijalom, zahtijeva od arhivista da postane više tehnološki osposobljen. Mnogi od njih nastoje steći vještine XML programiranja kako bi svoja obavijesna pomagala učinili dostupna i online istraživačima.

## Vještine
Zbog raznolike prirode posla, organizacije i radnog okruženja, arhivisti moraju imati širok spektar vještina:
- Oni koji rade na referentnim i pristupnim pozicijama moraju biti dobri u odnosima s ljudima, kako bi bili sposobni pomoći im u njihovim istraživanjima
- Osnovne konzervatorske vještina potrebne su kako bi se produžio životni vijek vrijednih kulturnih artefakata. Neki tipovi medija (kao što su fotografija, kiselinski papir i dr.) mogu propasti ako nisu prikladno pohranjeni i čuvani.
- Premda se mnoge zbirke sastoje isključivo od papirnih spisa, sve više arhivista mora se suočiti s izazovima zaštite elektroničkog gradiva.
- Zbog ogromne količine sortiranja i popisivanja, arhivist mora bit dobro organiziran i analitičan te imati sposobnost uočavanja detalja.
- Pri popisivanju građe ili radu s korisnicima, arhivisti moraju posjedovati i neke istraživačke vještine
- Arhivisti su povremeno pozvani komentirati ili odrediti kontekst zapisima iz svojih zbirki pa je važno da ih dobro poznaju.

## Obrazovanje
Obrazovanje arhivista jedno je od glavnih tema brojnih arhivističkih skupova i kongresa. Modeli obrazovanja variraju od zemlje do zemlje, razlikuju se po sadržaju, obliku, trajanju i načinu na koji se provode, što je posljedica neslaganja oko definiranja arhivistike i krajnjeg cilja obrazovnog procesa. U Hrvatskoj, za rad u državnim službama, potrebno je fakultetsko obrazovanje arhivista i položen stručni ispit.
Arhivističko obrazovanje uglavnom se nadovezuje na neko temeljno, kao što su povijest, bibliotekarstvo ili informacijske znanosti, te funkcionira kao neka vrsta nadogradnje. Ono je raznoliko, interdisciplinarno i traje tijekom čitavog radnog vijeka.
Jedan od problema je i promjenjivost zadaća i zahtjeva koji se stavljaju pred arhive, a samim time i potrebnih znanja i vještina. Vremenom se produljuju popisi potrebnih znanja i dodaju se novi predmetni sadržaji u nastavne programe. 

## Profesionalne organizacije i nastavak obrazovanja
I nakon zapošljavanja u arhivu arhivisti nastavljaju svoje obrazovanje i to svakodnevno, uz rad i stjecanje iskustva. Većina arhivista pripada nekim profesionalnim organizacijama, kod nas su to Hrvatsko arhivističko društvo, Hrvatski državni arhiv te mnoga lokalna i regionalna udruženja. Takve organizacije često pružaju mogućnosti edukacije svojim članovima i drugim zainteresiranim kandidatima. Nova otkrića u području zaštite medija i tehnologija u nastajanju zahtijevaju daljnje obrazovanje kao dio dužnosti arhivista kako bi ostao u korak sa strujama profesije.

## Povijest profesije
Godine 1898. nizozemski arhivski teoretičari, Samuel Muller, Johan Feith i Robert Fruin, objavili su tekst o poštovanju "organski nastalih cjelina" i arhivskoj teoriji - "Handleiding voor het ordenen en beschrijven van archiven". Stvoreno za nizozemsku udrugu arhivista, djelo iznosi sto pravila na kojima se zasniva posao arhivista. Unutar tih pravila osobito je istaknut princip očuvanja provenijencije i izvornog poretka kao bitna značajka arhivskog djelovanja.
Sljedeći veliki tekst "Manual of Archive Administration" napisao je 1922. Sir Hilary Jenkinson, tadašnji član Britanskog javnog arhiva. U ovom radu Jenkinson tvrdi da su arhivi dokazno sredstvo, a da je moralna i fizička obrana ove evidentne vrijednosti središnje načelo arhivskog posla. Nadalje ističe svoju ideju o tome što bi jedan arhiv trebao biti i kako bi trebao funkcionirati.
Godine 1956. T.R. Schellenberg, nekadašnji direktor Državnog arhiva SAD-a, te jedan od poznatijih članova arhivske profesije u Americi, objavio je djelo "Moderni Arhivi". Njegov red zamišljen je kao akademski udžbenik koji definira arhivsku metodologiju i daje arhivistima točne tehničke upute o radnom procesu i programu. Odmičući se od Jenkinsonovog organičkog i pasivnog pristupa arhivskom prikupljanju podataka, gdje je administrator odlučivao o tome što će biti sačuvano a što uništeno, Shellenberg se zalagao za aktivniji pristup arhivista vrednovanju građe. Njegovi vrijednosni obrasci za upravljanje i vrednovanje građe i arhiva omogućili su vladinim arhivistima veću kontrolu nad priljevom materijala s kojim su bili suočeni nakon drugog svjetskog rata. Kao rezultat rasprostranjenosti usvajanja Schellenbergovih metoda, proizašao je spisovoditelj (Record Manager) kao odvojena ali srodna disciplina.
Godine 1972. njemački arhivist Ernst Posner objavio je djelo "Arhivi u staro doba". Njegov rad ističe da arhivi nisu novi izum, već su postojali u različitim društvima od najranijih vremena. U djelu iznosi povijest pohrane, čuvanja i upravljanja zapisima u civilizacijama starog vijeka, od Egipćana do Grka i Rimljana. U vrijeme kada je knjiga izdana predstavljala je sasvim nov pristup jer su arhivisti rijetko proučavali teme koje su se ticale povijesti čuvanja i čuvara zapisa.
1975. eseji Margaret Cross Norton sakupljeni su pod naslovom "Norton o arhivima: tekstovi Margaret Cross Norton o arhivima i upravljanju građom". Ona je bila jedna od osnivača Društva Američkih arhivista, te je pisala eseje na temelju desetljeća iskustva rada u Državnom arhivu Illinois.

## Poznati arhivisti
- Bartol Zmajić
- Branko Bubenik